# Список населённых пунктов острова Мэн

Карта острова Мэн

Список населённых пунктов, расположенных на острове Мэн.
- Баллох
- Балласалла
- Брайд
- Долби
- Дуглас (остров Мэн)
- Каслтаун (Мэн)
- Кросби
- Кирк-Майкл
- Крэнстал
- Ланчан
- Лакси
- Могхолд
- Онкан
- Пил (остров Мэн)
- Пэтрик
- Рэмси (остров Мэн)
- Салби
- Сент-Джонс (остров Мэн)
- Сент-Маркс
- Порт-Сент-Мэри
- Порт-Ирин
- Уэст-Джерби
- Фоксдейл
- Андреас